# Gianni Guardigli
Gianni Guardigli (Forlì, 23 settembre 1961) è un drammaturgo italiano.

## Biografia
Parole scritte in cartolina (testo vincitore del Premio Anticoli Corrado nel 1991) è il primo capitolo della Trilogia tedesca nella quale l'autore racconta la Germania quasi come metafora del mondo. Seguono Erinnerung (1995) e Sotto Berlino (1997), una fotografia d'epoca sugli ultimi giorni della Seconda guerra mondiale. La stessa umanità disperata e grottesca è protagonista dei dieci monologhi di Ueber-flussige Frauen (1995, vincitore del Premio Rosso di San Secondo nel 1998). 
Con Le luci di Algeri (primo lavoro scritto in versi) nel 2000 vince il Premio Flaiano. Ispirandosi a un fatto di cronaca, il terribile massacro avvenuto in Algeria durante il Ramadan, Guardigli tesse un incontro tra culture, un pianto funebre scritto e rappresentato da occidentali in onore di bambini maghrebini, vittime innocenti di loro connazionali.
Sempre per il teatro Guardigli scrive Davanti e dietro lo specchio (2001), un'indagine sulla spiritualità ispirata alla santa bolognese Caterina de' Vigri; Una canzone a tre tempi (2003 scritto insieme con Tiziana Bagatella); Cielo tagliato (2004); L'infanta e le altre (2004); Faust a Hiroshima scritto con Imogen Kusch, una riflessione sull'insanabile conflitto tra etica e scienza. Lo spettacolo, diretto dalla stessa Kusch, è patrocinato dalla Comunità Europea; nel 2004 Guardigli scrive e cura la messinscena di Giovanna d'Arco di Borgovecchio, monologo in lingua siciliana interpretato da Giampiero Cicciò. Per queste due opere è insignito del Premio Fondi La Pastora per il Teatro (2006).
Inoltre nel 2008 scrive "Tutte le notti" testo ispirato al dramma del popolo armeno. Nel 2009 il testo "A e dé d'incù" (Al giorno d'oggi) descrive una vecchia storia che trae origine dai ricordi personali con il linguaggio dei nonni, infatti è il suo primo testo concepito direttamente in dialetto romagnolo. Altre produzioni sono "Boukra" (2007); "Scendono le parole, suonano le campane" (2010); "Anime sorelle" (2011); "Maria Stunata" (2013); "Malìa" (2013) "Se mi avessero detto" (2014). Una sua rivisitazione della novella "Senso" di Camillo Boito viene rappresentata da varie compagnie teatrali dal 2007 fino alla stagione teatrale 2010/2011.
Le sue più re
Rappresentato anche in Germania, Francia, Svizzera, Svezia, Polonia, Scozia, ha adattato per il teatro romanzi di Thomas Bernhard, Antonio Tabucchi, Abraham B. Yehoshua, Maksim Gor'kij. 

## Teatro

### Testi teatrali
- 1991 Parole scritte in cartolina
- 1995 Erinnerung
- 1989 Ueber-flussige Frauen
- 1997 Sotto Berlino
- 2000 Le luci di Algeri
- 2001 Davanti e dietro lo specchio
- 2004 Giovanna D'Arco di Borgovecchio
- 2004 Cielo Tagliato
- 2004 L'Infanta e le altre
- 2007 Boukra
- 2008 Tutte le notti
- 2009 A e dé d'incù
- 2010 Scendono le parole, suonano le campane
- 2011 Anime sorelle
- 2013 Maria Stunata
- 2013 Malìa
- 2014 Se mi avessero detto

### Adattamenti teatrali
- 2000 Gelo (tratto dal romanzo di Thomas Bernhard).
- 2001 Notturno indiano (tratto dal romanzo di Antonio Tabucchi).
- 2003 Gli amanti del nuovo mondo - Scende lenta una preghiera (tratto dal Buon Dio di Manhattan di Ingeborg Bachmann).
- 2003 La disfatta (tratto dal saggio storico di Joachim Fest).
- 2005 Sostiene Pereira (tratto dal romanzo di Antonio Tabucchi).
- 2005 Le affinità elettive (tratto dal romanzo di J. W. Goethe).
- 2006 La bestia umana (tratto dal romanzo di Émile Zola).
- 2006 Senso (tratto dalla novella di Camillo Boito).

## Premi
- 1991 Premio Anticoli Corrado (per Parole scritte in cartolina);[1]
- 1998 Premio Rosso di San Secondo (per Erinnerung);[1]
- 2000 Premio Flaiano sezione teatro (per Luci di Algeri);[1]
- 2006 Premio Fondi la Pastora (per Faust a Hiroshima e per Giovanna D'Arco di Borgovecchio);
- 2012 Premio Ombra della Sera.